# Football Club Rouen
El Football Club de Rouen 1899 es un club de fútbol francés de la ciudad de Rouen. Fue fundado en 1899 y juega en el Championnat National, la tercera categoría del fútbol francés. Rouen disputa sus encuentros de local en el Stade Robert Diochon, que tiene una capacidad de 12.000 espectadores.

## Historia
El campeonato de fútbol de Rouen fue fundado en 1899, pero el club fue creado en 1896 como un equipo de rugby. El club ganó el estatus de profesional en 1933 y ha jugado 19 temporadas en la primera división de Francia.
Su mejor logro fue ganar la segunda división en 1936. Jugó a nivel internacional la Copa de Ferias 1969-70, donde fue eliminado en la tercera ronda por el Arsenal inglés, 1-0 en el global.
En la temporada 2012-13, el Rouen obtuvo el quinto lugar del Championnat National, pero fue relegado a la sexta división, nivel regional, debido a problemas financieros.
En el 2017 el club consiguió el ascenso a al Championnat National 3.

## Palmarés
- Division 1 (1): 1945 (no-oficial)
- Division 2 (1): 1936
- Championnat National 3 Grupo J (1): 2019
- CFA Grupo D (1): 2009
- Division d'Honneur (Normandy) (7): 1922, 1924, 1927, 1930, 1931, 1932, 1933
- USFSA Normandy League (5): 1910, 1911, 1912, 1913, 1914

## Jugadores

### Jugadores destacados de la historia del club
- Jean Nicolas
- Edmond Delfour
- Demba Ba
- Tomáš Pospíchal
- Philippe Troussier
- Djamel Tlemçani
- Bora Milutinović
- Karel Jarolím
- Jean-François Beltramini
- Christian Gourcuff
- Jorge Trezeguet
- Claude Le Roy
- Dado Pršo

## Participación en competiciones europeas
| Temporada | Competición    | Ronda | Club         | Cómputo global | Ida     | Vuelta  |
| --------- | -------------- | ----- | ------------ | -------------- | ------- | ------- |
| 1969/70   | Copa de Ferias | 1R    | FC Twente    | 1-1            | 2-0 (C) | 0-1 (F) |
| 1969/70   | Copa de Ferias | 2R    | Charleroi SC | 3-3 u          | 1-3 (F) | 2-0 (C) |
| 1969/70   | Copa de Ferias | 1/8   | Arsenal FC   | 0-1            | 0-0 (C) | 0-1 (F) |